# John Richter
John Fritz Richter (Filadelfia, Pensilvania, 12 de marzo de 1937-1 de marzo de 1983) es un exjugador de baloncesto estadounidense que disputó una temporada en la NBA, ganando el anillo de campeón, y que posteriormente jugó en la Eastern Basketball Asociation. Con 2,03 metros de altura, jugaba en la posición de Alero.

## Trayectoria deportiva

### Universidad
Jugó durante cuatro temporadas con los Wolfpack de la Universidad de North Carolina State, en las que promedió 17,0 puntos y 14,2 rebotes por partido. En 1959 fue incluido en el mejor quinteto de la Atlantic Coast Conference, el mismo año en el que jugó su partido más memorable, ante la Universidad de Cincinnati, liderada por Oscar Robertson, en el que ganaron por 67-61 en la prórroga, consiguiendo 26 puntos y 15 rebotes esa noche.

### Profesional
Fue elegido en la octava posición del Draft de la NBA de 1959 por Boston Celtics, donde se uniría a un equipo plagado de estrellas, tales como Bill Russell, Bob Cousy, Tom Heinsohn, K.C. Jones, Bill Sharman o Sam Jones, y entrenados por el mítico Red Auerbach. Siendo un novato, y con tal plantel de figuras, le fue muy difícil hacerse un hueco en el equipo, jugando apenas 12 minutos por partido, y consiguiendo promediar en la que sería su única temporada en la NBA 4,3 puntos y 4,7 rebotes por partido. A pesar de ello el balance fue positivo, ya que los Celtics consiguieron un anillo de Campeones de la NBA esa temporada, tras batir a St. Louis Hawks en la final por 4 victorias a 3.
En la temporada siguiente decidió irse a la Eastern Basketball Association, conocida posteriormente como Continental Basketball Association, donde fichó por los Sunbury Mercuries de su Pensilvana natal. a lo largo de su carrera en la EBA consiguió anotar 4.813 puntos, siendo el vigésimo-séptimo máximo anotador de la historia de la competición.
Al término de su carrera, y en la conmemoración del 50 aniversario de la liga, recibió una mención especial como uno de los mejores jugadores de la historia de la liga.

## Estadísticas de su carrera en la NBA

### Temporada regular
| Año     | Equipo | PJ | MPP  | TC%  | TL%  | RPP | APP | PPP |
| ------- | ------ | -- | ---- | ---- | ---- | --- | --- | --- |
| 1959–60 | Boston | 66 | 12.2 | .340 | .504 | 4.7 | .4  | 4.3 |
| Total   | Total  | 66 | 12.2 | .340 | .504 | 4.7 | .4  | 4.3 |